# Landes, mares et bois acides du Plateau de Sorrus Saint Josse, prairies alluviales et bois tourbeux en aval de Montreuil
Landes, mares et bois acides du Plateau de Sorrus Saint Josse, prairies alluviales et bois tourbeux en aval de Montreuil este o arie protejată (sit de importanță comunitară — SCI) din Franța întinsă pe o suprafață de 60 ha, integral pe uscat.

## Localizare
Centrul sitului Landes, mares et bois acides du Plateau de Sorrus Saint Josse, prairies alluviales et bois tourbeux en aval de Montreuil este situat la coordonatele 50°27′47″N 1°42′40″E / 50.46306°N 1.71111°E.

## Înființare
Situl Landes, mares et bois acides du Plateau de Sorrus Saint Josse, prairies alluviales et bois tourbeux en aval de Montreuil a fost declarat arie specială de conservare în baza directivei 92/43 din 1992 referitoare la conservarea habitatelor naturale și a faunei și florei sălbatice pentru a proteja 5 specii de animale.

## Biodiversitate
Situată în ecoregiunea atlantică, aria protejată conține 15 habitate naturale: Ape oligotrofe din câmpii nisipoase, cu un conținut foarte redus de minerale (Littorelletalia uniflorae), Lacuri eutrofice naturale cu vegetație de tip Magnopotamion sau Hydrocharition, Pajiști umede nord-atlantice cu Erica tetralix, Pajiști uscate europene, Formațiuni ierboase bogate în specii de Nardus, dezvoltate pe substraturi silicioase în zone montane (și în zone submontane, în Europa continentală), Pajiști cu Molinia pe soluri calcaroase, turboase sau argilos-nămoloase (Molinion caeruleae), Liziere de ierburi înalte hidrofile de câmpie și de nivel montan până la alpin, Fânețe de joasă altitudine (Alopecurus pratensis, Sanguisorba officinalis), Depresiuni pe substraturi de turbă de Rhynchosporion, Păduri de fag acidofile atlantice, cu subarboret de Ilex și, uneori, de asemenea, Taxus, la nivelul arbuștilor (Quercion robori-petraeae sau Ilici-Fagenion), Păduri acidofile de stejar bătrân cu Quercus robur pe câmpii nisipoase, Mlaștini împădurite, Păduri de fag Asperulo-Fagetum, Păduri de stejar sau de stejar și carpen sub-atlantice și medio-europene de Carpinion betuli, Păduri aluvionare cu Alnus glutinosa și Fraxinus excelsior (Alno-Padion, Alnion incanae, Salicion albae).
La baza desemnării sitului se află mai multe specii protejate:
- amfibieni (1): triton cu creastă (Triturus cristatus)
- mamifere (4): liliac cârn (Barbastella barbastellus), liliac cărămiziu (Myotis emarginatus), liliac comun (Myotis myotis), liliacul mare cu potcoavă (Rhinolophus ferrumequinum)

Pe lângă speciile protejate, pe teritoriul sitului au mai fost identificate 36 de specii de plante, 2 specii de amfibieni, 1 specie de reptile.